# Bazlama

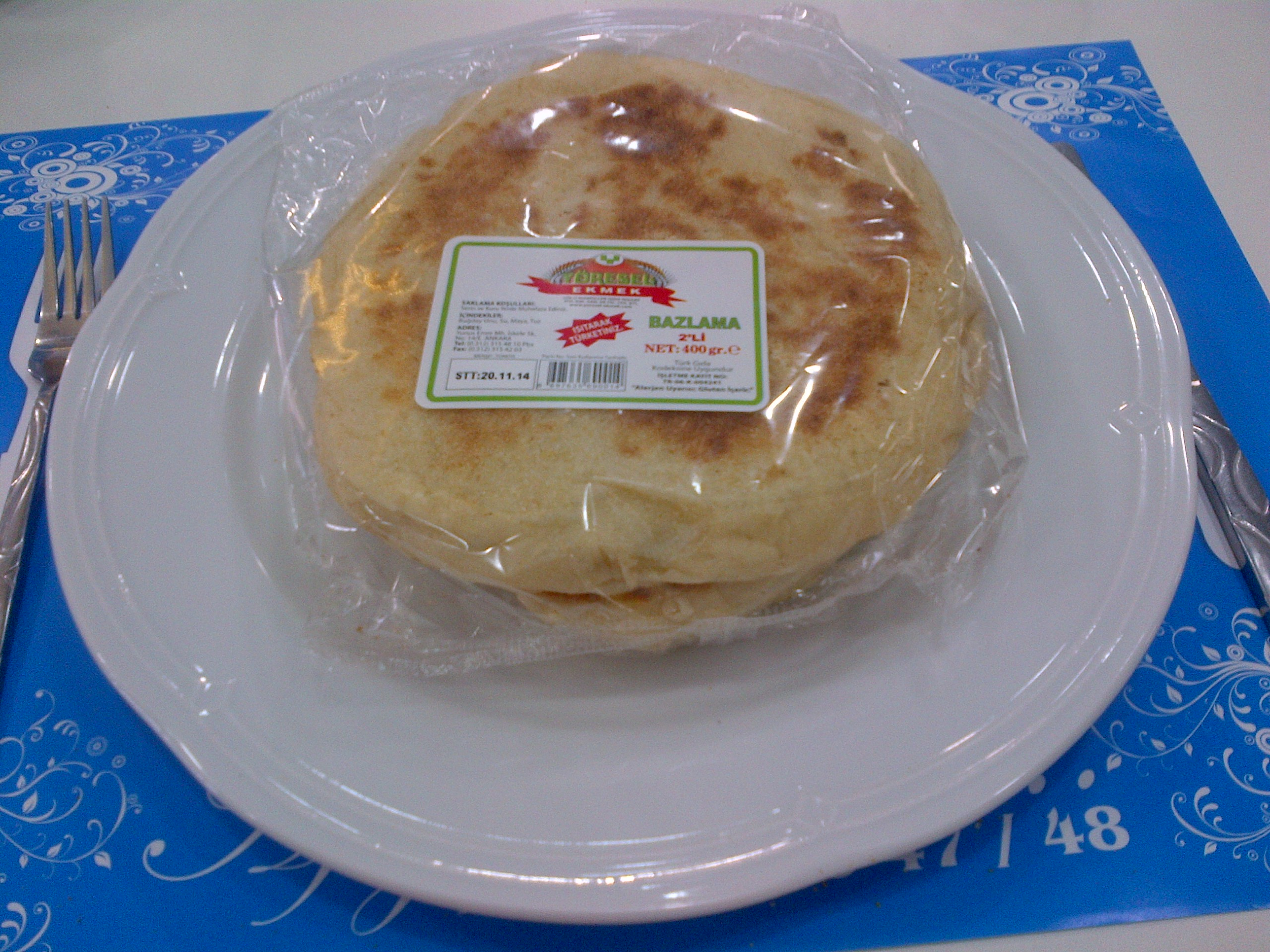
Un parell de bazlama en embalatge de niló higiènic.

El bazlama és un pa pla turc. Es pot definir com un pa pla d'una sola capa, de forma circular i que posseeix una molla de color groc cremós de textura esponjosa molt característica. De gruix mitjà té uns 3 cm i el diàmetre pot oscil·lar entre 10 i 20 cm.
És un pa popular a Turquia que s'elabora amb una massa a base de farina de blat, aigua, llet, llevat i sal comuna. Després d'unes 2 o 3 hores de fermentació, es fan masses de 200 a 250 grams i s'arrodoneixen, s'aixafen i s'escalfen al forn sobre una planxa. Durant la seva cocció es solen capgirar una vegada. S'acostumen a consumir frescos, a mesura que surten del forn.